# Pułapka Penninga

Schemat budowy pułapki Penninga. Oznaczenia: a – elektrody denek, b – elektroda pierścieniowa, c – cewka elektromagnesu.

Pułapka Penninga – urządzenie techniki spektrometrii mas służące do przechowywania naładowanych cząstek. Zatrzymanie naładowanych cząstek odbywa się z wykorzystaniem stałego i jednorodnego pola magnetycznego i stałego kwadrupolowego pola elektrycznego.
Pułapki tego typu są obecnie stosowane w urządzeniach techniki jądrowej, w tym w CERN, do przechowywania jonów antymaterii. W eksperymencie ALPHA urządzenie skonstruowane na wzór pułapki Penninga służy do przechowywania antyelektronów i antyprotonów i wytwarzania obojętnych atomów antywodoru.

## Historia
Nazwę, pochodzącą od nazwiska F.M. Penninga, nadał pułapce Hans Georg Dehmelt, który zbudował ją jako pierwszy. Inspiracją dla Dehmelta do konstrukcji pułapki były badania próżniomierza zbudowanego przez Penninga.
Hans Georg Dehmelt razem z Wolfgangiem Paulem w 1989 został wyróżniony Nagrodą Nobla za skonstruowanie pułapek jonowych.

## Zasada działania
Pułapka Penninga wykorzystuje silne, jednorodne, osiowe pole magnetyczne, by ograniczyć ruch cząstek promieniowo oraz kwadrupolowe pole elektryczne, aby ograniczyć cząstki osiowo. Statyczny potencjał elektryczny może być generowany za pomocą zestawu trzech elektrod: pierścienia i dwóch denek. W idealnej pułapce Penninga pierścień i denka mają kształt hiperboloidalny. Do zatrzymywania dodatnich (ujemnych) jonów elektrody denek mają dodatni (ujemny) potencjał względem pierścienia. Potencjał ten wytwarza punkt o najniższej energii w środku między denkami na linii wzdłuż pola magnetycznego, przez co pole elektryczne ogranicza ruch jonów wzdłuż kierunku osiowego.

### Ruch cząstki

Przykładowy ruch cząstki w płaszczyźnie prostopadłej do osi symetrii pułapki. Epicykloida jest złożeniem ruchu cyklotronowego (mały okrąg) i magnetronowego (duży okrąg).

Gdyby w komorze panowało tylko pole magnetyczne, a cząstka poruszałaby się prostopadle do linii pola magnetycznego, to cząstka obdarzona ładunkiem poruszałaby się po okręgu z częstością cyklotronową:
{\displaystyle \omega _{c}={\frac {q}{m}}B.}
Pole magnetyczne nie wpływa na składową prędkości równoległą do linii pola magnetycznego, przez co cząstka mająca prędkość w tym kierunku uciekłaby z pułapki wzdłuż linii pola magnetycznego. Pole elektryczne przeciwdziała tej ucieczce. W wyniku tego cząstka wykonuje drgania wzdłuż linii pola magnetycznego z częstością:
{\displaystyle \omega _{z}={\sqrt {{\frac {q}{m}}{\frac {U}{d^{2}}}}}.}
Parametr {\displaystyle d} o wymiarze długości jest zależny od wielkości i konstrukcji pułapki.
Pole elektryczne wpływa także na ruch w płaszczyźnie prostopadłej do pola magnetycznego. W wyniku czego w tej płaszczyźnie cząstka porusza się po epicykloidzie z częstościami:
{\displaystyle \omega _{+}={\frac {1}{2}}\left(\omega _{c}+{\sqrt {\omega _{c}^{2}-2\omega _{z}^{2}}}\right)\approx \omega _{c}-{\frac {\omega _{z}^{2}}{2\omega _{c}^{2}}},}
{\displaystyle \omega _{-}={\frac {1}{2}}\left(\omega _{c}-{\sqrt {\omega _{c}^{2}-2\omega _{z}^{2}}}\right)\approx {\frac {\omega _{z}^{2}}{2\omega _{c}^{2}}}.}
W wyniku tego ruch cząstki w pułapce jest złożeniem trzech ruchów: drgającego wzdłuż osi pułapki z częstością {\displaystyle \omega _{z},} a w osi prostopadłej z dwóch ruchów po okręgu z dużą częstością {\displaystyle \omega _{+},} będącą zmodyfikowaną częstością cyklotronową i małą {\displaystyle \omega _{-}} częstotliwością magnetronową. Częstości te muszą spełniać warunek:
{\displaystyle \omega _{c}^{2}-2\omega _{z}^{2}>0.}
W praktycznych konstrukcjach promień magnetronowy jest około 100 razy większy niż promień cyklotronowy, wówczas zachodzi:
{\displaystyle \omega _{+}>>\omega _{z}>>\omega _{-},}
gdzie:
{\displaystyle q} – ładunek elektryczny cząstki,
{\displaystyle m} – masa cząstki,
{\displaystyle B} – indukcja magnetyczna,
{\displaystyle \omega } – częstość kołowa,
{\displaystyle U} – napięcie między elektrodami.
Poruszające się w pułapce cząstki mogą być pobudzane za pomocą zewnętrznego zmiennego pola elektrycznego. Cząstki będące w rezonansie z polem pobudzającym pobierają od pola energię i uciekają z pułapki. Pobieranie energii z układu pobudzającego może być wykrywane i mierzone, co umożliwia określenie częstości rezonansowej, a na jej podstawie masy cząstki. W rzeczywistych pułapkach występują odstępstwa od idealnego modelu (np. pole elektryczne nie jest dokładnie kwadrupolowe), w wyniku czego obserwuje się rezonanse o częstościach będących sumą lub różnicą częstości podstawowych.

## Rozwój konstrukcji pułapek
W pułapce skonstruowanej przez Dehmelta kwadrupolowość pola elektrycznego uzyskuje się przez hiperboloidalny kształt elektrod. Wykonanie takiej pułapki jest skomplikowane, do tego elektrody denek utrudniają wprowadzanie i wyprowadzanie jonów. By uprościć konstrukcję, skonstruowano pułapki cylindryczne otwarte i zamknięte oraz pułapki hybrydowe.

### Pułapka cylindryczna i hybrydowa
Elektrody pułapki cylindrycznej są układem współosiowych cylindrów (pierścieni), końcowe cylindry mogą być zamknięte denkami lub otwarte, tworząc pułapkę otwartą, przez którą można przenosić jony. Między środkowe a końcowe pierścienie wprowadza się pierścienie kompensacyjne. Poprzez dobór szerokości pierścieni, odstępów między nimi oraz ich potencjałów uzyskuje się kwadrupolowe pole elektryczne. Zmieniając potencjały elektrod można przesuwać jony wzdłuż pułapki.
Konstruowane są też pułapki zwane hybrydowymi, w których wewnętrzna elektroda ma kształt np. toroidu, a pozostałe są cylindrami.
Pułapka o odpowiednio dobranych potencjałach (gniazdowa) służy do przechowywania i chłodzenia w kolejnych sekcjach antyelektronów i antyprotonów, umożliwiając tworzenie antywodoru w eksperymencie ALPHA.

### Manipulacja jonami
Pole elektromagnetyczne o częstotliwości radiowej może zmodyfikować ruch przechowywanych w pułapce jonów i jest używane do zwiększania amplitud ruchów albo do wzbudzania innych sposobów (modów) drgań. Wpływ tych dodatkowych pól zależy od ich geometrii.
Pole dipolowe, przyłożone między elektrody denek lub pomiędzy przeciwległymi segmentami elektrody pierścieniowej, służy do pobudzenia ruchu w odpowiednim kierunku, może być wykorzystane do określenia drgań własnych lub w celu usunięcia niepożądanych zanieczyszczeń.
Pole kwadrupolowe może być generowane przez przyłożenie zmiennego napięcia pomiędzy sąsiednimi częściami elektrody pierścieniowej, podzielonej na cztery segmenty. Wzmacnia ruch w płaszczyźnie promieniowej cząstek, których suma częstotliwości cyklotronowej i magnetronowej jest równa częstotliwości pola, co daje bezpośredni dostęp do spektrometrii masowej, ponieważ częstotliwość cyklotronowa i magnetronowa zależą liniowo od wartości q/m. Efektem sprzężenia ruchu cyklotronowego z magnetronowym jest konwersja jednego w drugi.

## Zastosowania pułapek

### Chłodzenie jonów
Niedoskonałości pułapek i innych urządzeń oraz warunki doświadczeń wymuszają, by prędkości jonów były jak najmniejsze. Zmniejszanie prędkości jonów zwane jest chłodzeniem jonów. Ochłodzone cząstki mogą być uwięzione w znacznie mniejszej objętości, transport jonów między różnymi urządzeniami, często stosowany w eksperymentach, jest znacznie bardziej skuteczny dzięki zmniejszeniu różnic w poprzecznym i wzdłużnym ruchu. Dlatego chłodzenie jonów jest ważną procedurą w technice pułapki.
Pułapka Penninga jest wygodnym miejscem do spowalniania jonów zwanego chłodzeniem jonów. Stosuje się następujące techniki chłodzenia jonów:
- Gazem buforowym. Pułapka wypełniona jest gazem o niewielkim ciśnieniu i niskiej temperaturze. W wyniku zderzeń szybkich jonów z powolnymi atomami dochodzi do zmniejszenia prędkości jonów.
- Oporowe. Ruch cząstki jest tłumiony przez zastosowanie zewnętrznego obwodu elektrycznego, dołączonego między elektrody denek lub różne segmenty elektrody pierścienia, tłumiącego indukowany przez jony prąd. Jony indukują także ruch ładunków w elektrodach (tzw. ładunki obrazowe); oddziaływanie z nimi hamuje ruch jonów. Rozpraszanie energii zachodzi aż do uzyskania równowagi termicznej między jonami a układem pułapki.
- Parowanie. W tej metodzie wykorzystuje się fakt, że cząstki o dużej energii opuszczają pułapkę, podobnie jak w parowaniu. Ucieczka z pułapki szybkich jonów jest ułatwiana przez obniżenie napięcia kwadrupolowego lub zwiększenie napięcia na elektrodzie wychwytującej, następnie pułapka powraca do poprzednich parametrów pracy. Po tym procesie średnia energia (temperatura) pozostałych cząstek jest mniejsza. Procedura może być kontynuowana aż do momentu, gdy niewiele lub nawet jedna cząsteczka pozostaje w pułapce. Technika ta jest też stosowana, aby zminimalizować ilość cząstek w pułapce, nawet do pojedynczego jonu.
- Laserowe. Chłodzenie światłem lasera jest najbardziej skutecznym sposobem zmniejszenia zużycia energii z uwięzionych jonów atomowych. Może jednak być stosowane tylko do cząstek, które mogą być wzbudzone przez światło lasera do stanu, z którego szybko powracają do stanu podstawowego.
- Radiacyjne. Cząstka poruszająca się w polu magnetycznym wysyła promieniowanie cyklotronowe. Intensywność tego promieniowania zależy silnie od prędkości cząstki. Ma ono znaczenie dla lekkich cząstek, szczególnie elektronów. Jony cząsteczkowe mają dużą masę, dlatego ta metoda nie ma zastosowania dla ich chłodzenia.
- Współczulne. W tej metodzie chłodzenia temperaturę cząstek pomocniczych w pułapce obniża się metodą laserowego lub radiacyjnego ochłodzenia. Jednocześnie przez oddziaływanie elektryczne cząstek pomocniczych z zasadniczymi obniża się temperatura tych drugich. Problem pojawia się, gdy pomocniczymi cząstkami są elektrony, ponieważ nie mogą być przechowywane równocześnie z jonami w tej samej pułapce, ze względu na inny znak ładunku. W tym celu buduje się pułapki „gniazdowe” składające się z różnych regionów z minimami potencjału dla dodatnich i ujemnych ładunków. Duży zasięg oddziaływania elektrostatycznego prowadzi do równowagi termicznej między różnymi cząstkami w sąsiednich gniazdach pułapki. Metoda ta została z powodzeniem zastosowana w doświadczeniach z wytwarzaniem antywodoru w CERN, w którym przechowywane zimne pozytony są używane do chłodzenia antyprotonów w specjalnie skonstruowanej pułapce.

### Pomiar masy
Do wyznaczenia masy w pułapce Penninga wykorzystuje się zależność, mówiącą, że stosunek częstotliwości cyklotronowych dwóch cząsteczek o takim samym ładunku, w tym samym polu magnetycznym jest równy odwrotności stosunku ich mas. Znając masę jednego jonu, można wyznaczyć masę innego jonu.
Do pomiaru masy wykorzystuje się cyklotronowy rezonans jonów (ICR, ang. Ion Cyclotron Resonance), jak również cyklotronowy rezonans jonów z fourierowską transformacją wyników (FT-ICR, ang. Fourier Transform Ion Cyclotron Resonance). W metodzie cyklotronowego rezonans jonów z fourierowską transformacją wyników rejestruje się sygnały wytwarzane w elektrodach przez poruszające się w pułapce jony. Tak zebrana zależność napięcia od czasu jest poddawana przetworzeniu komputerowemu, aby uzyskać masę jonów krążących w pułapce. Technika ta nie niszczy jonów krążących w pułapce; mogą one być dalej przetwarzane i selekcjonowane. Wykorzystując techniki usuwania jonów z pułapki można w pułapce pozostawić jeden jon i badać jego właściwości.
Pułapki Penninga są używane do precyzyjnego wyznaczania masy cząstek i atomów. Dokładność względna pomiaru masy w pułapkach Penninga sięga 1 do 10^{11}. Z taką dokładnością wyznaczono masy np. helu-3, trytu.
Urządzenie do precyzyjnego pomiaru masy krótkożyjących nuklidów ISOLTRAP w CERN zawiera dwie pułapki Penninga: wstępną do selekcji jonów i przechowywania ich oraz precyzyjną do pomiaru masy. Urządzenie mierzy masę z dokładnością {\displaystyle \delta \ \mathrm {m/m} =10^{-8}}.

## Ważniejsze badania z użyciem pułapki

### Geonium
Pojedyncza cząstka obdarzona ładunkiem uwięziona w polu magnetycznym i elektrycznym pułapki zachowuje się podobnie jak elektron w atomie wodoru. Układ taki nazwano geonium lub geonium atom. Precyzja pułapki jest tak duża, że można rejestrować w niej własności kwantowe badanej cząstki.